# 3761 до н. е.

## Події
- 7 жовтня 3761 до н. е. – Anno Mundi — створення Світу за віруваннями юдеїв. Від цієї дати веде свій відлік єврейський календар. Ця дата згадується в Старому Завіті. Цю дату визначив юдейський патріарх Гіллель II[en] 358 року, спираючись на вказівки з Біблії та на Талмуд[1][2].